# Antoni Roca i Vilarroya

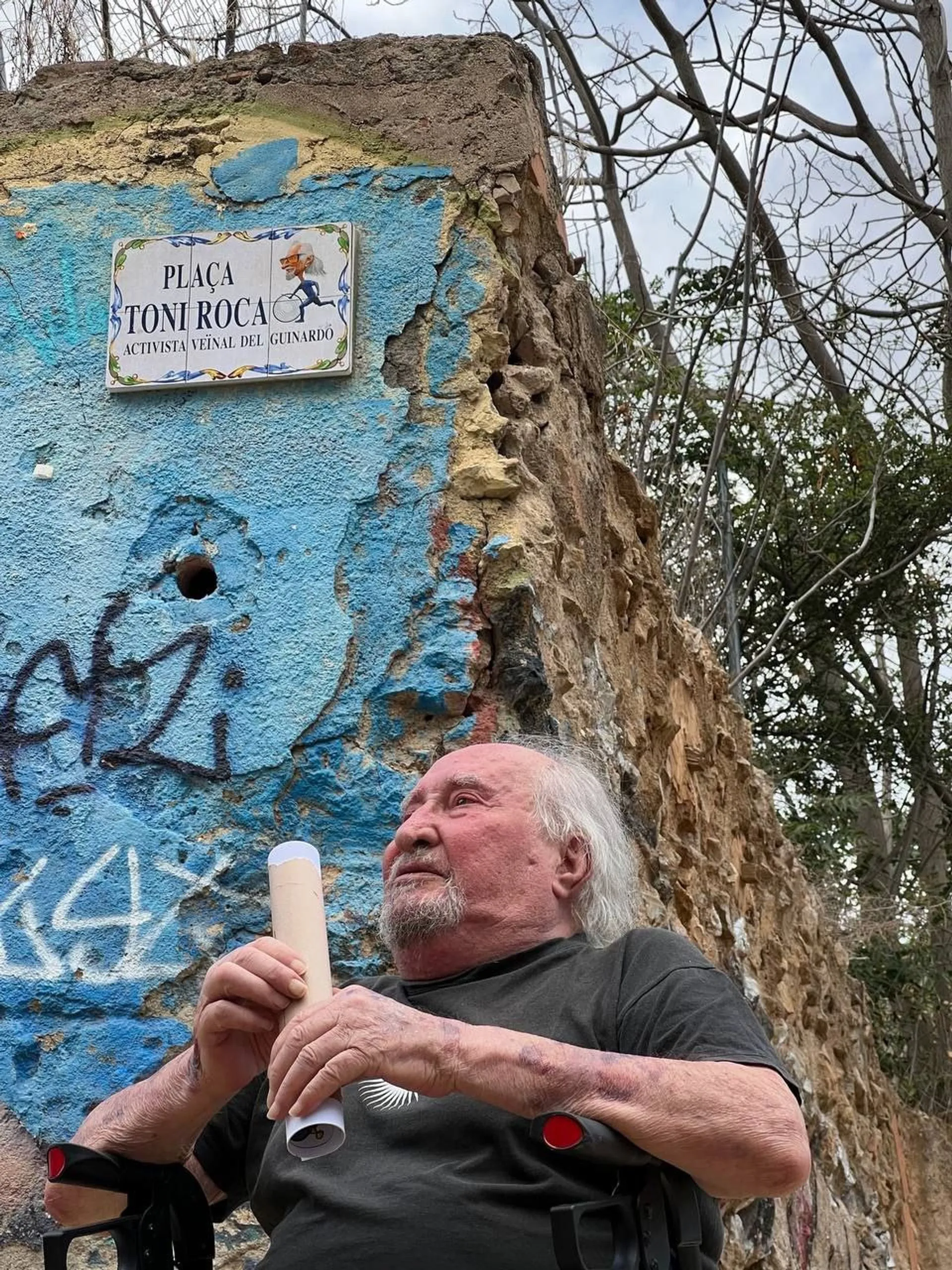
Roca al seu homenatge el setembre de 2023

Antoni Roca i Villaroya (1938 – Barcelona, 22 d'octubre del 2023) fou un activista veïnal del barri del Guinardó.

## Biografia
Lampista de professió, va dedicar la seva vida a l'activisme de barri. El juliol de 1973 va ser cofundador de l'Associació de veïns i veïnes Joan Maragall del Guinardó, on va participar com a vocal. El 6 d'abril del 1979, després de la renovació de la junta, va esdevenir-ne president.
Com a president de l'AVV va lluitar per la consecució de millores pel barri, com ara l'obertura del Centre Cívic del Guinardó, que va ser el primer de la ciutat, l'any 1982, o la millora de les instal·lacions del FC Martinenc, del qual a més n'era soci i considerava com a espai de pràctica esportiva i de formació del barri.
El seu compromís el va portar a participar també com a militant de base en diferents etapes en diverses formacions polítiques, com el PSUC, Inicitaiva per Catalunya-Verds i, els darrers anys, a Barcelona en Comú.
La seva activitat li va valer el reconeixement del teixit associatiu i institucional del districte i la ciutat. El 1990 va rebre el premi Horta-Guinardó per la promoció de la vida associativa i la participació ciutadana i el 1998 li van atorgar la Medalla d'Honor de Barcelona pel seu compromís social i per la seva fonamental aportació al moviment veïnal d'Horta-Guinardó i a la millora dels barris del districte, i per “la seva virtut i valors cívics i perquè ha contribuït amb el seu esforç, des del seu àmbit d'actuació, al desenvolupament de la consciència ciutadana.”
L'any 2018 va ser homenatjat triant la seva figura en representació del barri com un dels capgrossos del districte, juntament amb la de la Custodia Moreno del Carmel. El 12 de setembre del 2023 diverses entitats del Guinardó i del districte li van fer un darrer homenatge sorpresa en un emplaçament que ell sempre havia reivindicat per a l'ús de veïns i veïnes, on persones amigues van col·locar una placa que li donava el nom de "Plaça Toni Roca, activista veïnal del Guinardó". Morí el 22 d'octubre de 2023 a l'edat de 85 anys a causa d'un càncer de pulmó.

## Premis
- 1990: Premi Horta-Guinardo, districte d'Horta-Guinardó.
- 1998: Medalla d'Honor de Barcelona, Ajuntament de Barcelona.